# オートプシー・イメージング
オートプシー・イメージング（Autopsy imaging、Ai）とは、狭義では死亡時画像診断、広義では死亡時画像病理診断のことである。 「Autopsy＝検死」、「imaging＝画像診断」に由来する造語で、画像診断によって死因を検証するというもの。略語として「Ai」と称されることが多い。「死後画像診断」（Post Mortem Imaging、 PMI）とも言う。スイスで提唱されたVirtopsy（VirtualとAutopsyによる造語）は概念が全く一致する物ではないが、相応する概念である。放射線画像検査に限定すれば、Radio-Autopsyという語もある。
コンピュータ断層撮影 (CT) や核磁気共鳴画像法 (MRI) などによって撮影された死後画像 (Postmortem Imaging = PMI) により、死体にどのような器質的病変を生じているのかを診断する（狭義のAi）ことによって、死亡時の病態把握、死因の究明などを行うシステムである。
日本の医療法に基づく医療事故調査においては、調査方法のひとつとして通達で挙げられている。

## 意義
画像検査によって、ある程度の器質的異常所見を確認することで、死因の推定を計る目的で施行される。
特にERなどでは、死因が体表からではわからない症例に対して、正確な死亡診断書・死体検案書を作成するためにAiを活用するようになっている。救急搬送される症例には、自宅での服毒自殺や幼児虐待などの外因死の可能性がある症例が含まれる。体表の情報からこれらを判断するには限界があるが、Aiを取り入れることにより正確な判断が可能になり、外因死などが疑われる場合には、所轄の警察署へ検視依頼を行っている。

## 議論
死亡時に施行される医学的な検索（死亡時医学検索）としては、病理解剖、司法解剖、行政解剖の3種類の解剖がある。しかし、行政解剖以外は、解剖資格を持つ医師の不足等によって、極めて低い解剖率にとどまっている。異状死はもちろんのこと、病院内での死亡についても、死亡時の真の病態、真の死因が明確になる例は極めて低い。
画像所見・診断、剖検肉眼所見・診断、更に病理組織学的診断を含む最終病理診断を（広義のAi）を行うことで、死亡時の病態を正確に診断できるようになる。これらが制度として構築されれば、今の日本においては極く少数の例にしか適用されていない「死亡時医学検索」がシステムとして確立されることになり、医療の質を高める上で、直接的、間接的に大いに寄与するものとなる。2005年時点での日本国内のCT普及率は人口100万人あたり92.6台、MRIは35.3台と国際的な平均値の6 - 7倍と格段に多い数値（OECD調べ）[要出典医学]であり、環境そのものは十二分に整備されている。
2009年現在、多くの病院でAiの取り組みが始まっている。しかし、Ai単独の実施はエビデンスがなく、現時点では実施困難であるとの考えから、病理解剖前の検査として取り組むこととしている施設もある。日本医師会のアンケートでも既に4割近い病院でAiを実施しており、解剖が実施される割合が3％程度しかない現状ではそのほとんどがAi単独施行である。
病院施設内の死亡でも、「解剖の同意は得られないがAiなら」という症例がかなり多くなって来ている。原病が悪化し死亡するのは自然であるが、必ずしもdown hill courseをとるのではなく、ある時点で急変し死亡する事例が多いということに、実際にAiを行うと気づくことも多い。実際の症例でも急変し死亡したため、死因が不明であるということに直面した臨床医に対しても納得のいく回答が得られるケースが増えて来ている。
Ai検査がルーチン化してくると、医師あるいは看護師から遺族への死因に対する説明が今までより正確なものとなり、今まで途絶えがちであった死後の遺族とのかかわり合いがより良好になる。一種のグリーフケアとしてAiが役立っているようである。その後病理解剖が行われる場合は、より正確な病理画像対比が可能となり、病理解剖がない場合でも、生前の画像と比較することにより病態の変化を最後まで確認することができる。
通常各地のAiセンターは大学医学部の装置を使用し検査も実施しているが、法医学分野、医療過誤事件などでは客観的な読影には遠隔システムが必須である。
放射線技師会でのガイドライン策定よりAi実施に関してまず問題となるのは、施行施設各科・各部門とのコンセンサスを得ることである。次に実際の検査を担当する診療放射線技師との調整である。理想的なリソース配分として、全体の構図を見渡せる位置にいる放射線科が主導し、病院内でのシステム構築、フローチャートの設定を行うことが推奨される。また放射線科は中央管理部門で、画像を介し、他科と横断的なつながりがあることも重要な点として挙げられる。今後各地でAiが実施され、Aiセンターが設立されるだろう。重要なことは「Aiが検査を実施して終了、ということではない」ということである。各施設からの搬送、院内の移動、検査の実施、そして最後に読影まで行われ、初めてAiが完結するのである。
読影を行うこと、また行える体制を整えることが重要である。大学の法医学教室でもAiが行われているが、データがどのように取り扱われるか注意深く見守る必要がある。開示制限により、司法解剖の結果が遺族に伝えられるまで2年以上かかるケースが全体の6割を超えるという報告もある。Aiの情報が同様の扱いを受けると、遺族への説明にも使用できないという事態が発生してしまう。今後Aiセンターの役割が、医療情報をまとめたデータベースセンターとしての役割も担うことを考えると、警察あるいは検察によるAi情報の囲い込みが行われないように十分注意する必要がある。
警察庁は、変死体の死因を調べ、犯罪性の有無を判断する検視官（刑事調査官）を増員。コンピュータ断層撮影（CT）検査で遺体内部の異常を探るAi（死亡時画像診断）を都道府県警が実施する費用を、国費で負担している。しかし、現状では死後画像を的確に読影できる専門医が限られているため、解剖医もしくは法医学者による読影が行われているが、出血の有無を間違って判断するなど問題点が多い。これに関しては、解剖医や法医学者が画像診断の専門家ではないということも大きな要因であり、そのため遠隔読影サービスによる客観的なコンサルテーションが必要となっている。
子供の虐待事件で捜査機関から画像所見の鑑定書作成を依頼されたりすることなどや、法医学分野以外でも外部の医療機関からも医療事故調査で読影を求められたりするなど、中立性を保つために独立した第三者機関の設立準備を進めてきた。2009年12月に日本放射線科専門医会のメンバーらにより「一般財団法人Ai情報センター」が設立されこれらの障害が取り除かれつつある。

## 国内施設
2007年に千葉大学に臨床オートプシー・イメージングセンターが設立された。群馬大学に基礎オートプシー・イメージングセンターが設立され、近畿大学、神奈川歯科大学と後を追う形で各地に施設の整備が進んでいる。札幌医科大学ではAiを患者家族への適切な対応や知識攻究の重要性を医学生に認識させ、人間性豊かな医師の育成を図ることを目的として導入している。
死亡時画像診断の読影業務を、専門医がインターネット経由で請け負う「一般財団法人Ai情報センター」が設立された。遠隔読影により異状死体をAiでスクリーニングし、不審な遺体を解剖に回すシステムの定着を目指している。